# 1.Fußball-Club Schweinfurt 05 1999-2000
Questa voce raccoglie le informazioni riguardanti il 1.Fußball-Club Schweinfurt 05 nelle competizioni ufficiali della stagione 1999-2000.

## Stagione
Nella stagione 1999-2000 il Schweinfurt, allenato da Đurađ Vasić, concluse il campionato di Regionalliga sud all'11º posto.

## Rosa
| N. |                                 | Ruolo | Calciatore           |
| -- | ------------------------------- | ----- | -------------------- |
| 3  | Germania (bandiera)             | D     | Dirk Dorbath         |
| 4  | Serbia (bandiera)               | D     | Pero Škorić          |
| 5  | Germania (bandiera)             | C     | Dieter Wirsching     |
| 6  | Germania (bandiera)             | D     | Heiko Gröger         |
| 7  | Germania (bandiera)             | C     | Jürgen Hein          |
| 8  | Germania (bandiera)             | C     | Kristian Sprecakovic |
| 9  | Germania (bandiera)             | C     | Matthias Gerhardt    |
| 11 | Germania (bandiera)             | A     | Josef Tuma           |
| 12 | Bosnia ed Erzegovina (bandiera) | A     | Velibor Teofilovic   |
| 20 | Turchia (bandiera)              | C     | Müjdat Karagöz       |
| 23 | Germania (bandiera)             | C     | Steffen Rögele       |
| 27 | Germania (bandiera)             | P     | Christian Tremel     |
|    | Germania (bandiera)             | P     | Ralf Scherbaum       |

| N. |                     | Ruolo | Calciatore         |
| -- | ------------------- | ----- | ------------------ |
|    | Serbia (bandiera)   | D     | Alija Cekovic      |
|    | Germania (bandiera) | D     | Marc Diegmüller    |
|    | Germania (bandiera) | D     | Thomas Gerhardt    |
|    | Serbia (bandiera)   | D     | Stevan Popov       |
|    | Serbia (bandiera)   | C     | Milorad Beslin     |
|    | Germania (bandiera) | C     | Oliver Kröner      |
|    | Germania (bandiera) | C     | Patrick Ortlieb    |
|    | Germania (bandiera) | C     | Thorsten Seufert   |
|    | Germania (bandiera) | C     | Stefan Simm        |
|    | Germania (bandiera) | C     | Michael Weber      |
|    | Nigeria (bandiera)  | A     | Festus Agu         |
|    | Germania (bandiera) | A     | Christian Kirchner |
|    | Serbia (bandiera)   | A     | Sava Radosavljev   |

## Organigramma societario
Area tecnica
- Allenatore: Đurađ Vasić
- Allenatore in seconda:
- Preparatore dei portieri:
- Preparatori atletici:
- Analisi video:

## Calciomercato

### Sessione estiva
| Acquisti | Acquisti         | Acquisti           | Acquisti |
| R.       | Nome             | da                 | Modalità |
| -------- | ---------------- | ------------------ | -------- |
| D        | Heiko Gröger     | Weismain           |          |
| A        | Blaženko Bekavac | Suhopolje          |          |
| D        | Mirsad Keric     | Homburg            |          |
| A        | Sava Radosavljev | Lokomotive Lipsia  |          |
| D        | Thomas Gerhardt  | Schweinfurt 05 U19 |          |
| C        | Oliver Kröner    | Weismain           |          |
| C        | Jörg Müller      | Augusta            |          |
| A        | Josef Tuma       | Colonia            |          |

| Cessioni | Cessioni          | Cessioni            | Cessioni |
| R.       | Nome              | a                   | Modalità |
| -------- | ----------------- | ------------------- | -------- |
| D        | Dirk Dorbath      | Lokomotive Lipsia   |          |
| A        | Midhat Gluhačević | 1. FC Passau        |          |
| C        | Bernd Korzynietz  | Borussia M'gladbach |          |

### Sessione invernale
| Acquisti | Acquisti             | Acquisti   | Acquisti |
| R.       | Nome                 | da         | Modalità |
| -------- | -------------------- | ---------- | -------- |
| A        | Festus Agu           | Gütersloh  |          |
| C        | Patrick Ortlieb      | Magdeburgo |          |
| C        | Kristian Sprecakovic | Darmstadt  |          |

| Cessioni | Cessioni         | Cessioni     | Cessioni |
| R.       | Nome             | a            | Modalità |
| -------- | ---------------- | ------------ | -------- |
| A        | Blaženko Bekavac | Zara         |          |
| D        | Zoran Mitic      | Arsenal Tula |          |
| C        | Jörg Müller      | Ansbach      |          |

## Risultati

### Regionalliga sud

#### Girone di andata
| Arbitro: | Schmidt |

|  |           |                         |
|  | Marcatori | 7’ Gerhardt 12’ Seufert |

| Arbitro: | Ortola-Knopp |

|                              |           |                      |
| Seufert 5’, 6’ Wirsching 57’ | Marcatori | 23’ Juric 45’ Anders |

| Arbitro: | Edinger |

|            |           |                        |
| Rögele 38’ | Marcatori | 29’ Rogosic 59’ Honold |

| Arbitro: | Bicheler |

|                                            |           |              |
| Saridogan 5’ Walz 38’, 47’, 53’ Goumai 56’ | Marcatori | 59’ Gerhardt |

| Arbitro: | Ertl |

|                          |           |  |
| Gerhardt 29’ Seufert 61’ | Marcatori |  |

| Arbitro: | Friedrichs |

|  |           |                       |
|  | Marcatori | 45’ Tuma 65’ Gerhardt |

| Arbitro: | Greipl |

|                                                    |           |              |
| Teofilovic 28’, 53’ Gerhardt 30’ Backer 65’ (aut.) | Marcatori | 21’ Banaczek |

| Arbitro: | Emmer |

|                                                 |           |  |
| Marić 4’ Djappa 9’ Lapaczinski 25’ Hoffmann 78’ | Marcatori |  |

| Arbitro: | Kiefer |

|                  |           |                                   |
| Seufert 55’, 62’ | Marcatori | 15’ Handschuh 36’ Haas 66’ Wenzel |

| Arbitro: | Buchhart |

|            |           |          |
| Rüppel 64’ | Marcatori | 34’ Hein |

| Arbitro: | Bielmeier |

|            |           |                                       |
| Beslin 33’ | Marcatori | 4’ Pötzinger 31’ Fuchsbauer 37’ Klaus |

| Arbitro: | Frey |

|                                          |           |            |
| Magdic 28’ Barlecaj 53’ (rig.) Simon 77’ | Marcatori | 51’ Rögele |

| Arbitro: | Palilla |

|                                        |           |  |
| Radosavljev 19’ Rögele 26’ Seufert 77’ | Marcatori |  |

| Arbitro: | Cucak |

|                      |           |  |
| Maier 68’ Theres 88’ | Marcatori |  |

| Arbitro: | Schalk |

|             |           |                     |
| Seufert 30’ | Marcatori | 63’ Çetin 67’ Benda |

| Arbitro: | Edinger |

|                        |           |  |
| Fröhlich 71’, 78’, 88’ | Marcatori |  |

| Arbitro: | Welz |

|                             |           |  |
| Seufert 16’ (rig.) Tuma 71’ | Marcatori |  |

#### Girone di ritorno
| Arbitro: | Ortola-Knopp |

|                              |           |               |
| Teofilovic 14’ Wirsching 57’ | Marcatori | 58’ Stockmann |

| Arbitro: | Trautmann |

|                                                |           |               |
| Anders 9’ Lambo 29’ Petry 80’ Shala 90’ (rig.) | Marcatori | 56’ Wirsching |

| Arbitro: | Walz |

|                   |           |                            |
| Müller 72’ (rig.) | Marcatori | 15’ Karagöz 57’ Teofilovic |

| Arbitro: | Frey |

|                   |           |                           |
| Rögele 54’ (rig.) | Marcatori | 18’, 69’ (rig.) Saridogan |

| Arbitro: | Bielmeier |

|                      |           |                                                |
| Chiaradia 55’ (rig.) | Marcatori | 11’ Radosavljev 38’, 74’ Seufert 73’, 80’ Hein |

| Arbitro: | Pfuhl |

|                    |           |                          |
| Seufert 37’ (rig.) | Marcatori | 2’ Türker 75’ Dörflinger |

| Arbitro: | Lippus |

|                       |           |  |
| Würll 77’ Sinkala 85’ | Marcatori |  |

| Arbitro: | Cucak |

|          |           |  |
| Hein 21’ | Marcatori |  |

| Arbitro: | Brombacher |

|            |           |  |
| Wenzel 16’ | Marcatori |  |

| Arbitro: | Schmidt |

|            |           |                  |
| Rögele 22’ | Marcatori | 71’ Westerthaler |

| Arbitro: | Welz |

|          |           |  |
| Maul 85’ | Marcatori |  |

| Schweinfurt 29 aprile 2000, ore 15:00 CEST 29ª giornata | Schweinfurt 05 | 0 – 0 referto | Pfullendorf | Willy-Sachs-Stadion (900 spett.)\| Arbitro: \| Keßler \| |
| Arbitro:                                                | Keßler         |               |             |                                                          |

| Arbitro: | Kircher |

|                                 |           |  |
| Sekulić 12’ Franck 19’ Hoop 24’ | Marcatori |  |

| Arbitro: | Emmer |

|  |           |           |
|  | Marcatori | 32’ Maier |

| Arbitro: | Walz |

|          |           |                         |
| Römer 4’ | Marcatori | 70’ Agu 86’ Sprecakovic |

| Arbitro: | Trautmann |

|             |           |  |
| Karagöz 81’ | Marcatori |  |

| Arbitro: | Buchhart |

|                        |           |                                  |
| Heberle 32’ Arslan 61’ | Marcatori | 64’, 76’ Popov 65’, 85’ Gerhardt |

## Statistiche

### Statistiche di squadra
| Competizione     | Punti | In casa | In casa | In casa | In casa | In casa | In casa | In trasferta | In trasferta | In trasferta | In trasferta | In trasferta | In trasferta | Totale | Totale | Totale | Totale | Totale | Totale | DR |
| Competizione     | Punti | G       | V       | N       | P       | Gf      | Gs      | G            | V            | N            | P            | Gf           | Gs           | G      | V      | N      | P      | Gf     | Gs     | DR |
| ---------------- | ----- | ------- | ------- | ------- | ------- | ------- | ------- | ------------ | ------------ | ------------ | ------------ | ------------ | ------------ | ------ | ------ | ------ | ------ | ------ | ------ | -- |
| Regionalliga sud | 45    | 17      | 8       | 2       | 7       | 26      | 20      | 17           | 6            | 1            | 10           | 21           | 34           | 34     | 14     | 3      | 17     | 47     | 54     | -7 |
| Totale           | 45    | 17      | 8       | 2       | 7       | 26      | 20      | 17           | 6            | 1            | 10           | 21           | 34           | 34     | 14     | 3      | 17     | 47     | 54     | -7 |

### Andamento in campionato
| Giornata  | 1 | 2 | 3 | 4 | 5 | 6 | 7 | 8 | 9 | 10 | 11 | 12 | 13 | 14 | 15 | 16 | 17 | 18 | 19 | 20 | 21 | 22 | 23 | 24 | 25 | 26 | 27 | 28 | 29 | 30 | 31 | 32 | 33 | 34 |
| --------- | - | - | - | - | - | - | - | - | - | -- | -- | -- | -- | -- | -- | -- | -- | -- | -- | -- | -- | -- | -- | -- | -- | -- | -- | -- | -- | -- | -- | -- | -- | -- |
| Luogo     | T | C | C | T | C | T | C | T | C | T  | C  | T  | C  | T  | C  | T  | C  | C  | T  | T  | C  | T  | C  | T  | C  | T  | C  | T  | C  | T  | C  | T  | C  | T  |
| Risultato | V | V | P | P | V | V | V | P | P | N  | P  | P  | V  | P  | P  | P  | V  | V  | P  | V  | P  | V  | P  | P  | V  | P  | N  | P  | N  | P  | P  | V  | V  | V  |
| Posizione | 3 | 3 | 5 | 8 | 6 | 5 | 3 | 5 | 6 | 7  | 9  | 10 | 9  | 9  | 12 | 12 | 12 | 11 | 11 | 9  | 12 | 7  | 11 | 13 | 12 | 13 | 14 | 14 | 14 | 14 | 14 | 13 | 12 | 11 |

Legenda:

Luogo: C = Casa; T = Trasferta. Risultato: V = Vittoria; N = Pareggio; P = Sconfitta.

### Statistiche dei giocatori
| F. Agu         | 5  | 1  | 0 | 0 |
| B. Bekavac     | 5  | 0  | 0 | 0 |
| M. Beslin      | 24 | 1  | 3 | 0 |
| A. Cekovic     | 21 | 0  | 2 | 0 |
| M. Diegmüller  | 2  | 0  | 0 | 0 |
| D. Dorbath     | 15 | 0  | 1 | 1 |
| M. Gerhardt    | 31 | 7  | 6 | 0 |
| T. Gerhardt    | 1  | 0  | 0 | 0 |
| H. Gröger      | 20 | 0  | 4 | 0 |
| J. Hein        | 33 | 4  | 3 | 0 |
| M. Karagöz     | 19 | 2  | 5 | 0 |
| M. Keric       | 6  | 0  | 3 | 0 |
| C. Kirchner    | 1  | 0  | 0 | 0 |
| O. Kröner      | 16 | 0  | 1 | 0 |
| A. Kulke       | 5  | 0  | 0 | 0 |
| Z. Mitic       | 10 | 0  | 2 | 0 |
| J. Müller      | 7  | 0  | 2 | 0 |
| P. Ortlieb     | 0  | 0  | 0 | 0 |
| S. Popov       | 10 | 2  | 0 | 0 |
| S. Radosavljev | 20 | 2  | 5 | 0 |
| S. Rögele      | 24 | 5  | 3 | 0 |
| R. Scherbaum   | 26 | 0  | 0 | 0 |
| T. Seufert     | 31 | 12 | 1 | 0 |
| S. Simm        | 0  | 0  | 0 | 0 |
| K. Sprecakovic | 11 | 1  | 1 | 0 |
| V. Teofilovic  | 27 | 4  | 5 | 0 |
| C. Tremel      | 9  | 0  | 0 | 0 |
| J. Tuma        | 24 | 2  | 2 | 0 |
| M. Weber       | 4  | 0  | 0 | 0 |
| D. Wirsching   | 32 | 3  | 6 | 0 |
| P. Škorić      | 30 | 0  | 3 | 0 |